# Д’Арси, Уильям Нокс

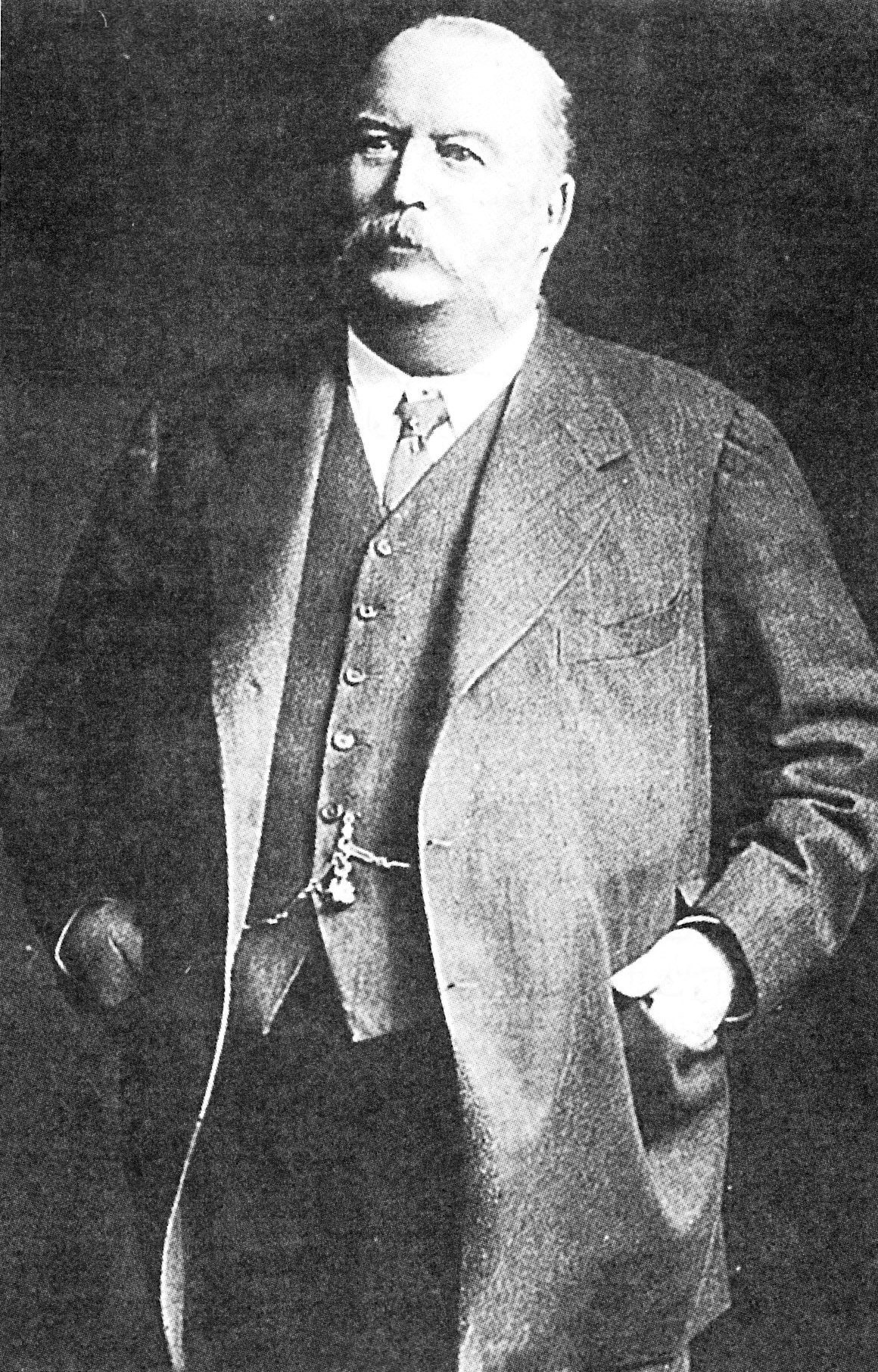

Уильям Нокс Д’Арси (англ. William Knox D’Arcy; 11 октября 1849, Ньютон-Эббот, Девон — 1 мая 1917, Стэнмор, Мидлсекс, ныне Лондон) — британский предприниматель и адвокат, пионер в области разведки и добычи нефти в Иране.

## Биография
Родился в семье адвоката.
В период 1863—1865 годов Уильям Нокс учится в лондонской Вестминстерской школе. В 1866 году он, вместе со своими родителями, переселяется в Квинсленд (Австралия). Здесь он изучает юриспруденцию, и в 1872 году сдаёт экзамен на адвоката.
В 1882 году Д’Арси принимает участие в создании синдиката по добыче золота и затем работает юристом в этом синдикате. В 1886 году синдикат был преобразован в акционерное общество под названием Mount Morgan Goldmining Corporation, и Д’Арси получает, как один из основателей, 125 000 его акций. Курс этих акций быстро вырос с 1 фунта стерлингов за акцию до 17 фунтов стерлингов. Став миллионером, Д’Арси ведёт в Лондоне, где он покупает дом, роскошный образ жизни. Однако постепенное уменьшение доходности акционерного предприятия заставляет его искать новые источники доходов.
В 1900 году сэр Генри Вольф, бывший посол Великобритании в Персии, убеждает Д’Арси начать работы по разведке запасов нефти в этой стране. 28 мая 1901 года Д’Арси подписывает с шахиншахом Персии Музаффар-ад-Дин Шахом и его министром Мохассадом Голи Мадждом соглашение, по которому он за 20 000 фунтов стерлингов и 10 % акций ещё не основанной фирмы по разведке нефти получал концессию на 60-летние исследования на территории, равной 75 % от всей площади Ирана. После окончания этого срока всё имущество фирмы должно было перейти в собственность Ирана.
К началу 1906 года Д’Арси вложил в разведку нефтяных месторождений до 250 000 фунтов стерлингов, так ничего и не найдя. Свои австралийские акции, к этому времени упавшие в цене до 2 фунтов, предприниматель вынужден был заложить, так как остро нуждался в деньгах. В связи с угрожавшим фирме банкротством, Д’Арси начал переговоры о продаже концессии с французской линией семейства Ротшильдов. По предложению британского Адмиралтейства концессию приобрела основанная в Глазго в 1896 году компания Бирма ойл компани. В виде компенсации Д’Арси получил 170 000 акций Бирма ойл и оставшуюся неизвестной сумму наличными. Бирма ойл вложила в персидскую концессию ещё 100 000 фунтов стерлингов, однако первое время поиски нефти оставались по-прежнему безрезультатными. Лишь через 3 года после продажи ей концессии Д’Арси, 26 мая 1908 года, при бурении на глубине в 360 метров, Бирма ойл натолкнулась на Масджид-Солейман, одно из крупнейших в мире нефтяных полей.
Для добычи, переработки и продаж персидской нефти в апреле 1909 года создаётся Англо-персидская нефтяная компания (сокр. APOC), ныне Бритиш Петролеум.
После смерти У. Н. Д’Арси в 1917 году его наследники — дети от первого брака и жена от второго — получили наследство в £ 984 000.